# 芹鹽

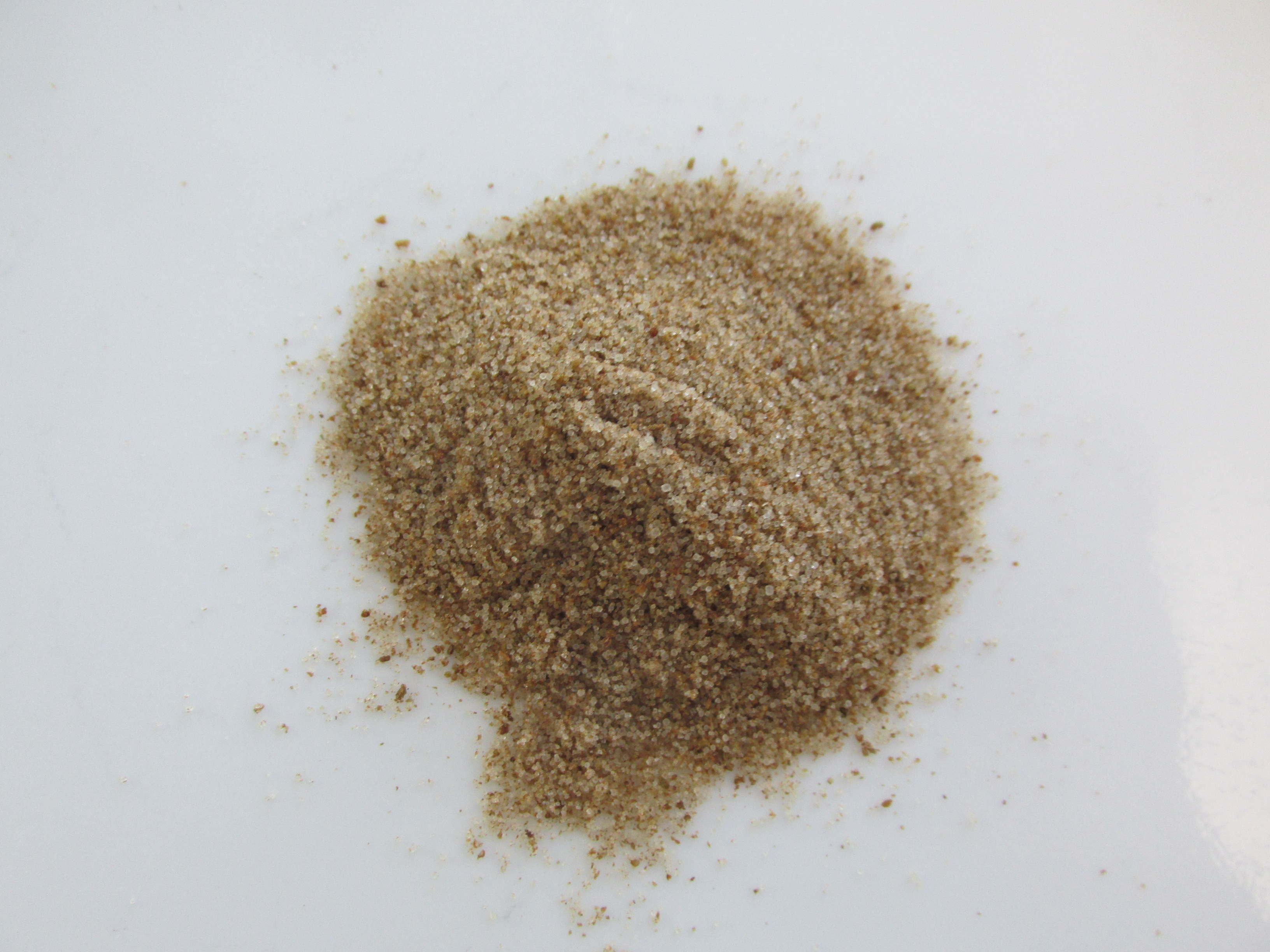
芹盐

芹鹽（Celery salt）是一种调料，属于调味盐的一种，通常是用西芹的种子来制取的，有时也使用产生干芹菜来制取。西芹的种子也可用来制油。
作为一种蔬菜制品，其原料芹菜种子中含有钾离子的数量约为钠离子数量的九倍以上。

## 用途
芹盐中通常加入二氧化硅或硅酸钙等作为吸水干燥剂。
某一些品牌的芹盐中是添加有很高的硝酸钠防腐剂的。当将芹鹽添加到食物中，会有一部分的硝酸钠在人体内转化为亚硝胺，这是一种可能的致癌物质。
芹盐在食品产业中也经常用来防止产品变质。